# Gratien Maire

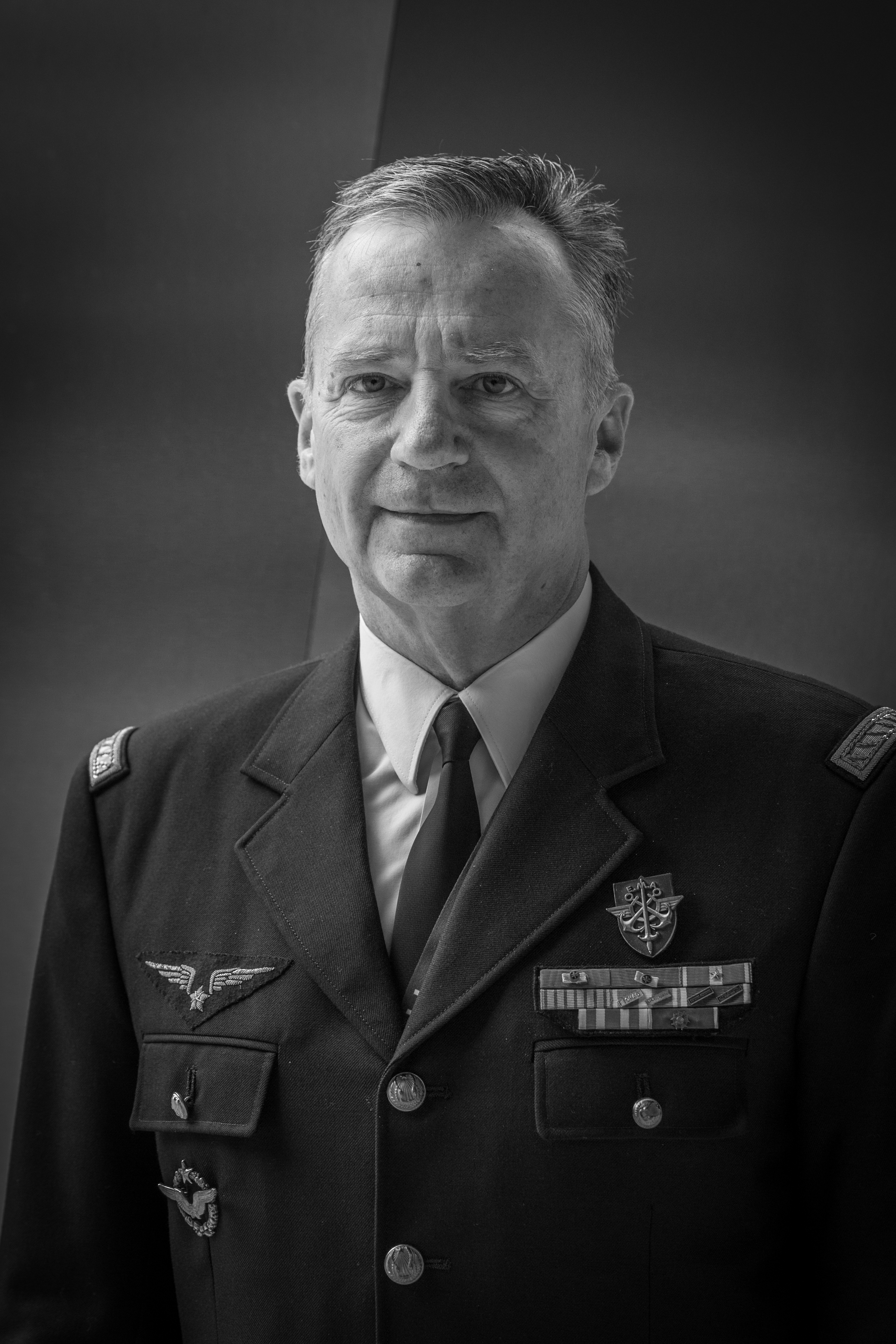
Gratien Maire

Gratien Maire (* 19. November 1957 in Chaumont, Haute-Marne) ist ein französischer General der Luftwaffe.

## Leben
Gratien Maire trat 1978 in die Militärschule École de l’air. 1981 wurde er lizenzierter Kampfpilot.
1982 wurde er zum 33. Aufklärungsgeschwader in Straßburg kommandiert. 1988 ging er an die Militärschule zuständig für die Beförderung der Schüler.
Zwischen 1991 und 1993 kommandierte er das Jagdgeschwader Normandie-Njemen.
1996 wurde er an Warfareschule der United States Air Force in Montgomery geschickt.
Danach hatte er mehrere Posten in der Armeeaufsicht und im Stab der Luftwaffe inne.
Von Juli 2000 bis Juli 2003 war er Verteiligungsattaché in Kanada.
Von 2006 bis 2008 leitete er die École de l'air in Salon de Provence.
2008 wurde er Verteidigungsattache in den USA. 2011 wurde zum stellvertretenden Generalinspekteur der Armee. 2012 wurde er stellvertretenden Stabschef.
Am 15. Januar 2014 wurde er Generalmajor der Armee ab dem 15. Februar ernannt. Gleichzeitig wurde er zum General der Luftwaffe erhoben. Er folgte damit General Pierre de Villiers und wurde ab dem 1. September 2016 von Admiral Philippe Coindreau abgelöst.
Seit 9. Januar 2017 ist er CEO von ADP Ingénierie (Groupe Aéroports de Paris).

## Privat
Maire ist verheiratet und hat drei Kinder.

## Orden
- Frankreich: Kommandeur der Ehrenlegion
- Frankreich: Großoffizier des Ordre national du Mérite
- Frankreich: Croix de la Valeur militaire
- Frankreich: Kämpferkreuz
- Deutschland: Großes Verdienstkreuz der Bundesrepublik Deutschland